# بوبکر کونه
بوبکر کونه (انگلیسی: Boubacar Koné؛ زادهٔ ۲۱ اوت ۱۹۸۴) بازیکن فوتبال اهل مالی است.
از باشگاه‌هایی که در آن بازی کرده است می‌توان به باشگاه فوتبال المریخ، باشگاه ورزشی جولیبا، و باشگاه فوتبال فاسی اشاره کرد.
وی همچنین در تیم ملی فوتبال مالی بازی کرده است.